# Nine (film)
Nine è un film musicale del 2009 diretto da Rob Marshall. La pellicola, dedicata alla memoria di Anthony Minghella (deceduto dopo averne scritto la sceneggiatura), è ispirata all'omonimo musical di Broadway, tratto da una piece del commediografo aquilano residente a New York Mario Fratti, che si rifà a sua volta a 8½ di Federico Fellini.

## Trama
Roma, 1965. Colto da crisi creativa e reduce da due flop di pubblico e critica, il premiato regista Guido Contini è assediato dai produttori affinché realizzi un nuovo film ma non ha nessuna idea concreta in mente. Per cercare ispirazione evoca tutte le donne importanti della sua vita (Overture delle donne), che lo accompagneranno fisicamente e/o spiritualmente nei giorni successivi. 
Dopo una conferenza stampa in cui incontra la maliziosa giornalista di Vogue Stephanie Necrophorus, Guido sogna di essere ancora giovane ed energico, quando il suo talento dava effettivi frutti, non disdegnando però l'esperienza dell'età attuale (Guido's Song). Dopodiché fugge da giornalisti e collaboratori rifugiandosi in un hotel ad Anzio, dove ha una comunicazione telefonica con la sua amante, Carla Albanese (A Call from the Vatican), che si dichiara in procinto di trasferirsi nella Capitale. Egli la relega allora in una squallida pensione e ma una sera, mentre è a letto con lei, ripensa casualmente alla prostituta Saraghina, che quando era bambino gli aveva insegnato tutto sul sesso e sull'amore (Be Italian). Quando poi torna in albergo, Guido scopre che il suo amico e produttore Dante l'ha rintracciato e vuole portarlo a cena con la troupe per aiutarlo a prepararsi per il film che non ha ancora un copione. Il regista implora la sua costumista e confidente Liliane "Lilli" La Fleur di dargli l'ispirazione criticandone però le creazioni sartoriali che a lei invece ricordano la Folies Bergère, una sala parigina che le è molto cara (Folies Bergère). Dopodiché la donna gli ricorda che il giorno prima era il compleanno di sua moglie, l'ex attrice Luisa Acari.
Luisa si presenta a cena al ristorante quando Guido è con Dante e la troupe: la donna soffre che suo marito non le dedichi più attenzione e amore, mettendola in secondo piano nonostante abbia rinunciato alla carriera da attrice per stare con lui (My Husband makes movies); quando però vede Carla entrare a sorpresa nel ristorante intuisce la relazione fra suo marito e lei e se ne va in lacrime. Guido, quindi, si infuria con l'amante e la lascia; successivamente incontra di nuovo Stephanie, la quale gli rivela la sua ammirazione per lui e per il cinema italiano (Cinema Italiano). Dopo aver flirtato con la giornalista, Guido ritorna da Luisa e tenta invano di confortarla. Mentre le parla il regista riceve una telefonata da cui apprende del tentato suicidio di Carla: va subito a trovarla, andandosene poi con l'intenzione di farla finita con tale relazione clandestina. Ha quindi una visione di sua madre, la quale gli dice di riparare i legami rotti con la moglie e di ricostruire la sua vita (Guarda la luna). 
Guido va sul set del suo film a Cinecittà dove è prevista la prova costumi della sua musa ispiratrice nonché attrice protagonista Claudia Jenssen. Quest'ultima abbandona i camerini rifiutandosi di provare acconciature e vestiti per una parte che non conosce; lui allora la accompagna a fare un giro. Per convincerla, si inventa una tram di sana pianta, ma lei non abbocca e gli comunica di abbandonare il progetto oltre a confessargli l'amore che prova per lui, pur sapendolo attratto solo dalla diva che lui stesso ha costruito e non ciò che è lei realmente (Unusual Way), dopodiché se ne va. Anche Luisa lascia Guido: vedendolo, tramite alcuni provini, approcciarsi a una giovane attrice come fece con lei anni prima, capisce di non essere speciale bensì una delle altre (Take it All). Il regista decide infine di rinunciare al film (I can't make this movie) e annulla la produzione.
Due anni dopo, Guido si è trasferito ad Anguillara Sabazia e ha ancora nostalgia di Luisa, che nel frattempo si è fidanzata con un altro uomo e ha avuto successo come attrice di teatro. Lilli gli è ancora vicina.
Finalmente Guido ha un'illuminazione: può fare un film sulle sue stesse vicissitudini. La produzione entra nel vivo, il cast comprende Claudia e Carla, il titolo prescelto è Nine. Quando tutto è pronto per la prima ripresa, Luisa arriva sul set alle spalle di Guido e sorride, felice di vederlo di nuovo alle prese col suo lavoro, mentre lui, a ciak battuto e con la madre sempre vicina spiritualmente, annuncia: «Azione!».

## Produzione
Il 12 aprile 2007 viene dato l'annuncio che il regista Rob Marshall avrebbe diretto un adattamento cinematografico del musical Nine sotto la produzione della The Weinstein Company. Marshall aveva già diretto un musical nel 2002, Chicago vincitore dell'Oscar come miglior film nel 2003.
Il film, in un primo momento, prevedeva la partecipazione dei vincitori del premio Oscar Catherine Zeta-Jones e Javier Bardem. Nel frattempo è stata diffusa online la prima immagine promozionale del film, una foto scattata sul set che ritrae l'intero cast femminile.
Le riprese del film sono arrivate anche a Roma e provincia dove parte del cast è stato impegnato nelle location più suggestive della costa romana. Il 12 gennaio 2009 le riprese del film sono state effettuate ad Anzio, in provincia di Roma, e sono continuate per 15 giorni, il 29 e 30 gennaio il set cinematografico si è trasferito nel centro storico di Sutri in provincia di Viterbo.

### Cast
Il film raggruppa un cast importante composto da attrici come Penélope Cruz, Marion Cotillard, Judi Dench e Sophia Loren. Del cast doveva far parte anche Catherine Zeta-Jones, ma in seguito abbandonò il progetto; per sostituirla è stata ingaggiata Nicole Kidman.
Inizialmente nel cast era prevista anche la presenza di Renée Zellweger, scartata però durante le prime audizioni. Scartate con lei anche Juliette Binoche, Katie Holmes e Demi Moore. Si dice che il rifiuto di Catherine Zeta-Jones sia collegato alla pretesa dell'attrice di volere qualche scena in più per il personaggio di Claudia. Quando Rob Marshall le ha spiegato che non poteva modificare lo script, l'attrice ha deciso di non accettare il ruolo. I rapporti tra i due non sono stati compromessi, e dopo pochi mesi la Zeta-Jones ha trovato degna sostituta in Nicole Kidman.
Inizialmente per il ruolo di Guido si era pensato ad Antonio Banderas, visto che l'attore aveva già portato in scena a teatro il personaggio nel 2003, aggiudicandosi un Theatre World Award e un Drama Desk Award. Poi la parte fu assegnata a Javier Bardem, ma nell'aprile del 2008 l'attore spagnolo si è tirato fuori dal progetto, e alla fine si è scelto Daniel Day-Lewis.
La cantante Stacy Ferguson, meglio conosciuta come Fergie, è stata ingaggiata per il ruolo di Saraghina, mentre Kate Hudson si è unita al cast nel ruolo della redattrice di Vogue Stephanie Necrophorus. La Hudson ha battuto colleghe come Sienna Miller e Anne Hathaway.
Nel settembre del 2008 il produttore del film, Harvey Weinstein, ricordandosi del suo cameo musicale nel film Il talento di Mr. Ripley, ha contattato Fiorello per una sua probabile partecipazione al film. Si aggiungono al cast gli italiani Martina Stella, Alessia Piovan, Valerio Mastandrea, Giuseppe Cederna e Elio Germano. A definire la parte di cast italiana si aggiunge il palermitano Giuseppe Spitaleri, un bambino di sette anni selezionato dopo numerosi provini al cospetto del regista e di Daniel Day-Lewis. Spitaleri dopo un corso intensivo di inglese, ballo e canto, interpreterà la parte di Guido Contini da bambino. Diversi anni dopo, nel 2016, Spitaleri prenderà parte alla seconda edizione del reality Il collegio.
Nelle riprese italiane del film sono stati coinvolti anche gli stilisti Domenico Dolce e Stefano Gabbana, che appaiono in un cameo nei panni di due preti.

## Colonna sonora
Fa parte integrante della colonna sonora del film la canzone Quando quando quando di Alberto Testa e Tony Renis, interpretata da Fergie nel 2009. La canzone ottenne un quarto posto al Festival di Sanremo 1962 e un grande successo mondiale mai interrotto.

### Tracce
1. Overture delle donne - Cast femminile - 4:07
2. Guido's Song - Daniel Day-Lewis - 3:41
3. A Call from the Vatican - Penélope Cruz - 3:40
4. Folies Bergères - Judi Dench - 4:42
5. Be Italian - Fergie - 4:12
6. My Husband Makes Movies - Marion Cotillard - 4:48
7. Cinema Italiano - Kate Hudson - 3:13
8. Guarda la Luna - Sophia Loren - 3:10
9. Unusual Way - Nicole Kidman - 3:26
10. Take It All - Marion Cotillard - 3:03
11. I Can't Make This Movie - Daniel Day-Lewis - 2:11
12. Finale - Orchestra - 3:35

Bonus tracks
1. Quando quando quando - Fergie feat. will.i.am - 3:15
2. Io bacio... Tu baci - The Noisettes - 3:24
3. Cinema Italiano (The Ron Fair Remix) - Kate Hudson - 3:25
4. Unusual Way - Griffith Frank - 3:42
5. Cinema Italiano (The Ron Fair Remix Club Version) [Amazon mp3 Store Only] - Kate Hudson - 3:26
6. Be Italian (Club Version) [iTunes Store Only] - Fergie - 2:48

Non presente nelle tracce della colonna sonora ufficiale, ma sottofondo di una scena finale del film, è Casa sulitaria di Roberto Murolo, inoltre durante il film si ascolta anche Conversazione di Mina.

## Accoglienza
Il film è stato distribuito nelle sale cinematografiche italiane il 23 gennaio 2010.

### Incassi
In America, in due settimane di programmazione, il film ha totalizzato una cifra pari a poco più di 14 milioni di dollari. Mentre in Italia, nel primo week-end, ha guadagnato poco più di 530 000 euro: un flop, per un film che è costato 80 milioni di dollari. Dalla sua uscita Nine ha incassato 53 milioni di dollari.

## Riconoscimenti
- 2010 - Premio Oscar
  - Nomination Miglior attrice non protagonista a Penélope Cruz
  - Nomination Miglior scenografia a John Myhre e Gordon Sim
  - Nomination Migliori costumi a Colleen Atwood
  - Nomination Miglior canzone (Take It All) a Maury Yeston
- 2010 - Golden Globe
  - Nomination Miglior film commedia o musicale
  - Nomination Miglior attore in un film commedia o musicale a Daniel Day-Lewis
  - Nomination Migliore attrice in un film commedia o musicale a Marion Cotillard
  - Nomination Miglior attrice non protagonista a Penélope Cruz
  - Nomination Miglior canzone originale (Cinema Italiano) a Maury Yeston
- 2010 - Premio BAFTA
  - Nomination Miglior trucco a Peter King
- 2009 - Critics' Choice Movie Award
  - Nomination Miglior film
  - Nomination Miglior cast
  - Nomination Miglior attrice non protagonista a Marion Cotillard
  - Nomination Miglior fotografia a Dion Beebe
  - Nomination Miglior scenografia
  - Nomination Miglior montaggio a Wyatt Smith e Claire Simpson
  - Nomination Migliori costumi
  - Nomination Miglior trucco
  - Nomination Miglior sonoro
  - Nomination Miglior canzone (Cinema italiano) a Maury Yeston
- 2010 - Nastro d'argento
  - Nomination Migliore colonna sonora a Andrea Guerra
- 2010 - Screen Actors Guild Awards
  - Nomination Miglior cast
  - Nomination Miglior attrice non protagonista a Penélope Cruz
- 2010 - Saturn Award
  - Nomination Migliori costumi a Colleen Atwood

- 2009 - Satellite Award
  - Miglior film commedia o musicale
  - Miglior cast
  - Miglior fotografia a Dion Beebe
  - Nomination Miglior regia a Rob Marshall
  - Nomination Miglior attore in un film commedia o musicale a Daniel Day-Lewis
  - Nomination Miglior attrice in un film commedia o musicale a Marion Cotillard
  - Nomination Miglior attrice non protagonista a Penélope Cruz
  - Nomination Migliori costumi a Colleen Atwood
  - Nomination Miglior montaggio a Claire Simpson e Wyatt Smith
  - Nomination Miglior canzone originale (Cinema italiano) a Maury Yeston
  - Nomination Miglior suono a Jim Greenhorn e Margit Pfeiffer
- 2010 - American Society of Cinematographers
  - Nomination Miglior fotografia a Dion Beebe
- 2010 - Artios Award
  - Nomination Miglior casting per un film drammatico a Francine Maisler
- 2010 - Irish Film and Television Award
  - Nomination Miglior attrice internazionale a Marion Cotillard
- 2010 - Golden Reel Award
  - Nomination Miglior montaggio sonoro (colonna sonora in un film musicale) a Christopher Benstead e Curt Sobel
- 2010 - Palm Springs International Film Festival
  - Desert Palm Achievement Award a Marion Cotillard
- 2010 - Costume Designers Guild Awards
  - Nomination Migliori costumi a Colleen Atwood
- 2009 - Dallas-Fort Worth Film Critics Association Awards
  - Nomination Miglior attrice non protagonista a Marion Cotillard
- 2009 - Washington DC Area Film Critics Association Awards
  - Miglior scenografia
  - Nomination Miglior cast